# Connarus turczaninowii
Connarus turczaninowii är en tvåhjärtbladig växtart som beskrevs av Triana & Planch.. Connarus turczaninowii ingår i släktet Connarus och familjen Connaraceae. Inga underarter finns listade i Catalogue of Life.